# Juan Azor

Institutiones morales, 1600

Juan Azor (Lorca, 1535 – Roma, 19 febbraio 1603) è stato un filosofo e presbitero spagnolo, membro della Compagnia di Gesù.

## Biografia
Nato nella provincia di Murcia, nel sud della Spagna, entrò nella Compagnia di Gesù il 18 marzo 1559, e divenne professore di filosofia e poi di teologia, sia dogmatica sia morale, a Piacenza, Alcalá de Henares e Roma. Fu uno dei membri del primo comitato, che il padre generale dei gesuiti, Claudio Acquaviva, incaricò per la scrittura della "Ratio Studiorum".
Azor fu un uomo di vasta e solida cultura, molto versato nel greco, ebraico e nella storia, così come nella scienza teologica. La sua opera principale, per la quale è ricordato, riguarda la teologia morale, in tre volumi in folio: Institutiones Moralium, in quibus universae quaestiones ad conscientiam recte aut prave factorum pertinentes breviter tractantur pars 1ma, il cui primo volume venne pubblicato nel 1600 a Roma, il secondo sei anni più tardi e l'ultimo nel 1611. Il lavoro incontrò un lusinghiero successo a Roma e in tutte le sedi europee di insegnamento, e venne onorato da un breve prefazione di papa Clemente VIII. Numerose altre edizioni vennero pubblicate a Brescia, Venezia, Lione, Colonia, Ingolstadt, Parigi, Cremona e Roma. Il lavoro ha continuato a mantenere la sua importanza nel corso dei secoli successivi e venne fortemente consigliato da Jacques-Bénigne Bossuet nei suoi statuti sinodali, e fu tenuto in grande considerazione da Alfonso Maria de' Liguori. Jean-Pierre Gury parla di Azor come un "Probabliorista moderato, in sapienza, in profondità di apprendimento e in gravità di giudizio che meritatamente è tenuto in alto rango tra i teologi". Esistono ancora oggi, in forma autografa, altre opere di Azor, a Roma, negli archivi dei gesuiti, un commento al Cantico dei cantici; a Würzburg, un'esposizione dei Salmi e ad Alcalá, vari trattati teologici su parti della Summa Theologiae di Tommaso d'Aquino.

## Opere
- (LA) Juan Azor, Institutiones morales. Pars prima, Romae, apud Aloysium Zannettum, 1600. URL consultato il 30 aprile 2015.
- (LA) Juan Azor, Institutiones morales. Pars secunda, Mediolani, ex typographia Petri Martyris Locarni, 1608. URL consultato il 30 aprile 2015.
- (LA) Juan Azor, Institutiones morales. Pars tertia, Brixiae, apud Franciscum Tebaldinum, 1612. URL consultato il 30 aprile 2015.